# Undisputed Attitude
| Críticas profissionais | Críticas profissionais |
| Avaliações da crítica  | Avaliações da crítica  |
| Fonte                  | Avaliação              |
| ---------------------- | ---------------------- |
| allmusic               | link                   |
| Entertainment Weekly   | link                   |
| Rolling Stone          | link                   |

Undisputed Attitude é um álbum de covers da banda Slayer, lançado a 28 de Maio de 1996. O álbum atingiu o nº 34 da Billboard 200.
O disco possui uma faixa escrita pelo próprio Slayer, e duas escritas por Jeff Hanneman para um projeto de punk rock chamado Pap Smear que idealizou em meados dos anos 80 e que foram utilizadas neste disco.

## Faixas
| N.º | Título                                  | Compositor(es)                                               | Artista original | Duração |  |
| 1.  | "Disintegration"/"Free Money"           | Eric Mastrokalos, Brett Dodwell, Roy Hansen                  | Verbal Abuse     | 1:41    |  |
| 2.  | "Verbal Abuse"/"Leeches"                | Mastrokalos, Dodwell, Hansen                                 | Verbal Abuse     | 1:58    |  |
| 3.  | "Abolish Government"/"Superficial Love" | Todd Barnes, Ron Emory, Jack Grisham, Mike Roche             | T.S.O.L.         | 1:48    |  |
| 4.  | "Can't Stand You"                       | Jeff Hanneman                                                | Pap Smear        | 1:27    |  |
| 5.  | "Ddamm"                                 | Jeff Hanneman                                                | Pap Smear        | 1:01    |  |
| 6.  | "Guilty of Being White"                 | Brian Baker, Jeff Nelson, Ian MacKaye, Lyle Preslar          | Minor Threat     | 1:07    |  |
| 7.  | "I Hate You"                            | Mastrokalos, Dodwell, Hansen                                 | Verbal Abuse     | 2:16    |  |
| 8.  | "Filler"/"I Don't Want to Hear It"      | Baker, Nelson, MacKaye, Preslar                              | Minor Threat     | 2:28    |  |
| 9.  | "Spiritual Law"                         | Casey Royer, Rikk Agnew, John Calabro                        | D.I.             | 3:00    |  |
| 10. | "Mr. Freeze"                            | Kyle Toucher                                                 | Dr. Know         | 2:24    |  |
| 11. | "Violent Pacification"                  | Spike Cassidy, Kurt Brecht                                   | D.R.I.           | 2:38    |  |
| 12. | "Richard Hung Himself"                  | Royer, Fred Traccone                                         | D.I.             | 3:22    |  |
| 13. | "I'm Gonna Be Your God"                 | James Osterberg, Ron Asheton, Scott Asheton, David Alexander | The Stooges      | 2:58    |  |
| 14. | "Gemini"                                | Kerry King, Tom Araya                                        | Slayer           | 4:53    |  |

### Edição Europeia
As faixas de 1 a 9 são as mesmas.
| N.º | Título                                               | Duração |  |
| 14. | Sem título (parody tribute of "I Wanna Be Your Dog") |         |  |

### Edição Japonesa
As faixas de 1 a 9 são as mesmas.
| Edição Japonesa |                         |                                        |                     |         |  |
| N.º             | Título                  | Compositor(es)                         | Artista original    | Duração |  |
| 10.             | "Sick Boy"              | Blyth, Abrahall, Lomas                 | G.B.H.              | 2:14    |  |
| 11.             | "Mr. Freeze"            | Toucher                                | Dr. Know            | 2:24    |  |
| 12.             | "Violent Pacification"  | Cassidy, Brecht                        | D.R.I.              | 2:38    |  |
| 13.             | "Memories of Tomorrow"  | Mike Muir, Louiche Mayorga             | Suicidal Tendencies | 0:54    |  |
| 14.             | "Richard Hung Himself"  | Royer, Fred Traccone                   | D.I.                | 3:22    |  |
| 15.             | "I'm Gonna Be Your God" | Osterberg, Asheton, Asheton, Alexander | The Stooges         | 2:58    |  |
| 16.             | "Gemini"                | King, Araya                            | Slayer              | 4:53    |  |

## Créditos
| - Tom Araya – vocais, baixo - Jeff Hanneman – guitarra - Kerry King – guitarra - Paul Bostaph – bateria | - Rick Rubin – produtor executivo - Dave Sardy – produtor, mixing - Wes Benscoter – desenhos, ilustrações - Ralph Cacciurri – engenheiro assistente | - Bryan Davis – engenheiro assistente - Jim Giddenes – engenheiro assistente - Greg Gordon – engenheiro - Dennis Keeley – fotógrafo, fotógrafo interno | - Michael Lavine – fotógrafo, foto da capa - Stephen Marcussen – mastering - Bill Smith – engenheiro assistente - Dirk Walter – diretor de arte, design |